# Plage des morts
La Plage des morts (en espagnol Playa Los Muertos, Playa de los Muertos) est une plage très populaire à Puerto Vallarta, Jalisco, Mexique.

## Étymologie
Cette plage s'appelle Plage des Morts, parce qu'il a existé un cimetière dans ce lieu. Les habitants ont proposé en vain de l'appeler Plage du Soleil.[réf. nécessaire]